# Itaúna do Sul
Itaúna do Sul é um município brasileiro do estado do Paraná. Sua população era de 3.583 habitantes, conforme dados do IBGE de 2010.

## Geografia
Sua área é de 128,870 km² e possui uma densidade demográfica de 27,8 hab/km².